# Fritiof Sjöstrand
Fritiof Stig Sjöstrand (Estocolmo, 5 de novembro de 1912 – Los Angeles, 6 de abril de 2011) foi um histologista sueco, pioneiro na microscopia eletrônica em biologia celular.
Sjöstrand estudou medicina a partir de 1933 no Instituto Karolinska em Estocolmo com diploma em 1941 e doutorado em 1945. Inicialmente trabalhou com microscopia de luz polarizada, e tomou conhecimento em 1938 da nova técnica da microscopia eletrônica. Karl Siegbahn planejou a construção de um microscópio eletrônico na Suécia, e Sjöstrand envolveu-se neste projeto. Naquela época ele desenvolveu uma nova técnica para fazer seções ultrafinas para microscópios eletrônicos (um ultramicrótomo) com mínima distorção. Seu método foi publicado em 1943 em um artigo da Nature. Foi o responsável pelas primeiras imagens de alta resolução de mitocôndrias com o microscópio eletrônico. Em 1947/1948 esteve no Instituto de Tecnologia de Massachusetts (MIT) e fundou após seu retorno um laboratório de microscopia eletrônica no Instituto Karolinska. A partir de 1949 foi professor associado de anatomia no Instituto Karolinska, onde foi de 1960 a 1962 chefe do Departamento de Histologia e professor de histologia. Em 1959 foi professor visitante na Universidade da Califórnia em Los Angeles (UCLA), onde em 1960 recebeu uma cátedra na Faculdade de Zoologia e foi membro fundador do Instituto de Biologia Molecular. Aposentou-se em 1983.
Além das mitocôndrias examinou em particular a estrutura da retina.
Recebeu o Prêmio Paul Ehrlich e Ludwig Darmstaedter de 1971. Foi doctor honoris causa da Universidade de Siena (1974) e da Northeastern Hill University em Shillong (Índia). Foi eleito em 1965 membro da Academia de Artes e Ciências dos Estados Unidos.
Fundou em 1957 o Journal of Structural Biology (até 1990 Journal of Ultrastructure Research), do qual foi editor até 1990. 